# Jekatierina Ułanowa
Jekaterina Ułanowa; z domu Kabieszowa (ur. 5 sierpnia 1986 w Iwanowie) – rosyjska siatkarka, grająca na pozycji libero. Obecnie występuje w drużynie Dinamo Kazań.
W 2010 r. w Japonii zdobyła mistrzostwo Świata.
Jej młodszym bratem jest siatkarz Aleksiej Kabieszow, który również występuje na pozycji libero.

## Sukcesy klubowe
Mistrzostwo Rosji:
- 2006, 2011, 2012, 2013, 2014, 2015
- 2005, 2007, 2017, 2018
- 2010

Puchar Top Teams:
- 2006, 2007

Puchar Challenge:
- 2009

Puchar Rosji:
- 2010, 2012, 2016, 2017

Liga Mistrzyń:
- 2014
- 2012

Klubowe Mistrzostwa Świata:
- 2014

Puchar CEV:
- 2017

## Sukcesy reprezentacyjne
Mistrzostwa Europy:
- 2005, 2007

Grand Prix:
- 2009

Mistrzostwa Świata:
- 2010

## Nagrody indywidualne
- 2003: Najlepsza libero Mistrzostwa Europy Kadetek
- 2010: Najlepsza libero Pucharu Rosji
- 2011: Najlepsza przyjmująca Pucharu Rosji
- 2014: Najlepsza libero Klubowych Mistrzostw Świata
- 2017: Najlepsza libero Pucharu Rosji